# Tel Rechow
Tel Rechow (hebr. תל רחוב) – wzgórze typu tell w Dolnej Galilei, w północnym Izraelu. Wznosi się na wysokość 130 metrów p.p.m. Na wzgórzu znajduje się stanowisko archeologiczne obejmujące pozostałości starożytnego miasta Rechow. Jest to jedno z największych tego typu stanowisk archeologicznych w Izraelu - tell zajmuje powierzchnię około 10 hektarów. W jego sąsiedztwie znajduje się moszaw Rechow.

## Geografia
Wzgórze Rechow leży w południowo-wschodniej części Doliny Bet Sze’an, w depresji Rowu Jordanu na północy Izraela. Jest to bezleśne wzniesienie o wysokości 130 metrów p.p.m., które słabo wyróżnia się na tle płaskiej doliny (kopiec wznosi się zaledwie na wysokość 20 metrów nad dolinę). Okoliczny teren jest stosunkowo płaski, jedynie po stronie wschodniej opada w kierunku rzeki Jordan. U podnóża wzgórza znajduje się kilka źródeł: Ajn Rechow, Ajn Merchaw i Ajn Neszew.
W otoczeniu wzgórza znajdują się kibuce En ha-Naciw, Sede Elijjahu i Szeluchot, oraz moszawy Tel Te’omim i Rechow.

## Historia
Tell jest przedmiotem obecnie prowadzonych badań archeologicznych. Najstarsze udokumentowane szczątki osady pochodzą ze środkowego okresu epoki brązu (ok. 2000 lat p.n.e.). Badacze twierdzą, że miejsce to posiadało idealne warunki do powstania osady. Sąsiedztwo strumieni dawało łatwy dostęp do wody, okoliczne lasy dawały surowiec drewna, natomiast żyzne grunty umożliwiły rozwój upraw rolniczych i hodowlę zwierząt. Korzystnym okazało się także położenie przy szlaku handlowym Via Maris łączącym Afrykę Północną z krajami Lewantu na północy. Starożytne źródła kilkakrotnie odnoszą się do miasta o nazwie Rechow, jednak jest w nich mowa o innych miastach o tej samej nazwie położonych w Syrii i Zachodniej Galilei. Do miasta Rechow z Doliny Bet Sze’an odnosi się stela faraona Seti I z Tel Bet Sze’an (ok. 1300 p.n.e.). Wymienia ona kilka miejscowości, które zbuntowały się przeciwko egipskim władzom administracyjnym, zaznaczając przy tym, że Rechow pozostał lojalny wobec faraona. Kolejna wzmianka o Rechow znajduje się na papirusie z czasów faraona Amenmesa (ok. 1200 p.n.e.). W epoce żelaza (ok. XII wiek p.n.e.) tutejsza osada rozwinęła się w duże miasto, którego znaczenie wzrosło w Królestwie Izraela. Później miasto Rechow znajduje się na liście miast podbitych przez faraona Szeszonka I (ok. 925 p.n.e.).
Kopiec posiada kilka poziomów, które w czasach starożytnych oddzielały kolejne części miasta. Tak zwane „Górne Miasto” zajmuje powierzchnię 4 hektarów, a „Dolne Miasto” 8 hektraów. Cały kopiec ma powierzchnię 10,2 ha i jest największym tego typu stanowiskiem archeologicznym w Izraelu. Został on odkryty i zidentyfikowany w 1951 roku, a wykopaliska rozpoczęły się w 1996 roku (po zakończeniu prac na Tel Bet Sze’an). Ogólną cechą charakterystyczną stanowiska jest przewaga architektury z cegły mułowej. Na powierzchni kopca praktycznie brakuje kamieni, a prawie wszystkie odkryte ściany były wykonane z cegły mułowej. W większości przypadków brakowało kamiennych fundamentów. W kilku przypadkach wykorzystane były duże głazy bazaltowe i wapienne. „Dolne Miasto” posiada jedenaście warstw archeologicznych, pochodzących z okresu od XV do X wieku p.n.e. Znaleziono tutaj pozostałości licznych domów, ulic i kamienne podłogi. Odkryto liczną ceramikę, gliniane figurki kobiet ze skrzyżowanymi nogami oraz figurki zwierząt. „Górne Miasto” poza starożytnymi warstwami posiada dodatkowo siedem warstw pochodzących z okresu panowania arabskiego nad Palestyną (VII-IX wiek n.e.). Odkryto tutaj pozostałości budynków oraz fragmenty fortyfikacji - mur obronny o wysokości 9 metrów i szerokości 17 metrów.
W 2007 roku odkryto tutaj najstarsze pozostałości pszczelarstwa – trzy rzędy glinianych, cylindrycznych uli z przełomu XI i X wieku p.n.e. Ustawione były piętrowo na wysokości co najmniej trzech kondygnacji. Są to najstarsze znane ule z tego obszaru. U podnóża wzgórza odkryto pozostałości starożytnej synagogi z około VII wieku. Odnalezioną mozaikę podłogową odrestaurowano i umieszczono w Muzeum Izraela w Jerozolimie. Ich kopie można oglądać w sąsiednim kibucu En ha-Naciw.

## Turystyka
Wzgórze jest popularnym miejscem wycieczek turystycznych. Znajduje się tutaj stanowisko archeologiczne, a ze szczytu wzgórza rozciąga się panorama na całą okolicę. Bezpośrednio przy wzgórzu przebiega droga nr 90.